# Девід Шарп (альпініст)
Девід Шарп (англ. David Sharp, 15 лютого 1972 — 15 травня 2006) — англійський альпініст, який загинув поблизу вершини гори Еверест.
Його смерть викликала суперечки та дебати, оскільки поки він замерзав, повз нього пройшли, не надавши допомоги, багато інших альпіністів, які прямували до вершини і/або поверталися з неї (хоча деякі намагалися йому допомогти).

## Ранні роки
Девід Шарп народився в Гарпендені поблизу Лондона. У 1993 році закінчив Ноттінгемський університет за спеціальністю «Машинобудування». Працював у компанії QinetiQ. У 2005 році звільнився з цієї роботи та пройшов курси підготовки вчителів, плануючи восени 2006 року розпочати роботу вчителем математики.

## Альпіністська кар'єра
Девід Шарп був досвідченим та успішним альпіністом. Він не використовував гіда для знайомих йому гір і не застосовував високогірних препаратів та додаткового кисню для досягнення вершини.
Ще у дитинстві він піднявся на 320-метровий пагорб Роузберрі Топпінг в Англії, а в університеті був членом альпіністського клубу.
Також він взяв шестимісячну творчу відпустку з роботи для туристичної подорожі Південною Америкою та Азією.

### Експедиція на Гашербрум II (2001)
У 2001 році Шарп вирушив в експедицію під керівництвом Генрі Тодда на Гашербрум II, гору в Каракорумі заввишки 8035 м. Вершину підкорити не вдалося через негоду.

### Експедиція на Чо Ойю (2002)
У 2002 році Шарп вирушив в експедицію на Чо-Ойю, вершину в Гімалаях заввишки 8201 м з групою під керівництвом Річарда Дугана та Джеймі Макгіннесса з «Himalayan Project». Вони дісталися вершини, але один учасник загинув, упавши у тріщину Це звільнило для Шарпа місце в запланованій на наступний рік експедиції групи на Еверест. Дуган вважав Шарпа сильним альпіністом, але зазначав, що той був високим і худим, мав легку статуру і невелику кількість жиру в організмі. В альпінізмі за холодної погоди жир може бути критично важливим для виживання.

### Експедиція на Еверест (2003)
Перша експедиція Шарпа на Еверест відбулася у 2003 році з групою під керівництвом британського альпініста Річарда Дугана. До складу групи також входили Теренс Беннон, Мартін Дугган, Стівен Сіннотт та Джеймі Макгіннесс. Вершини досягли лише Беннон і Макгіннесс, але ніхто у групі не загинув. Дуган зазначив, що Шарп добре акліматизувався і був найсильнішим членом їхньої команди. Однак, під час сходження Шарп зазнав сильного обмороження, і більшість групи погодилася повернутися з ним до табору.
Під час цієї спроби сходження Дуган і Шарп допомогли іспанському альпіністу, який мав труднощі з підйомом, давши йому додатковий кисень. Через обмороження під час цього сходження Шарп втратив кілька пальців на ногах.

### Експедиція на Еверест (2004)
У 2004 році Шарп приєднався до франко-австрійської експедиції на північний схил Евереста. Шарп піднявся на висоту 8500 м, але досягти вершини не зміг — він не встигав за іншими та повернув назад перед Першою сходинкою.
Керівником експедиції був Юг д'Обереде (французький альпініст, який пізніше загинув у катастрофі на К2 2008 року). Також до групи входили австрійці Маркус Нойхль, Пауль Коллер та Фредріх Клауснер і непальці Чханг Дава Шерпа, Лхакпа Г'ялзен Шерпа та Зімба Зангбу Шерпа (також відомий як Анг Бабу). Вершини вони досягли вранці 17 травня.
Д'Обереде  і Шарп розійшлися в думках щодо використання додаткового кисню під час сходження. Д'Обереде  стверджував, що неправильно здійснювати сходження одному та намагатися піднятися на вершину без додаткового кисню. Шарп же не вірив у необхідність використання додаткового кисню (збереглися його електронні листи до інших альпіністів, у яких він про це стверджував). Д'Обереде  підтримали ще чотири учасники експедиції, тому Шарп поступився, але лише на деякий час, оскільки у 2006 році він повернувся на Еверест для спроби сольного сходження без додаткового кисню. Під час спроби сходження у 2004 році Шарп обморозив пальці рук.

### Експедиція на Еверест (2006)
Шарп повернувся на Еверест через два роки, щоб досягти вершини в одиночному сходженні, організованому через компанію «Asian Trekking».
Він мав намір досягти вершини сам і без використання додаткового кисню, що вважається надзвичайно ризикованим навіть для дуже сильних акліматизованих альпіністів, таких як шерпи але Шарп вважав сходження на Еверест з додатковим киснем надто простим завданням.
Шарп замовив пакет «базових послуг» від Asian Trekking, який не передбачає підтримки після досягнення певної висоти на горі і шерпа як партнера для сходження. Однак ця опція була доступна Шарпу за додаткову плату. Цей пакет передбачав лише дозвіл на сходження, поїздку до Тибету, кисневе обладнання, транспорт, їжу та намети у «Передовому базовому таборі» (Advance Base Camp, ABC) на висоті близько 6340 м.
Шарп був у групі з 13 іншими альпіністами-одинаками, включаючи Вітора Негрете, Томаса Вебера та Ігоря Плюшкіна, які протягом наступного тижня також загинули під час спроби сходження на вершину. Ця група не була експедицією і не мала лідера, хоча в альпінізмі вважається хорошим тоном, коли члени групи наглядають один за одним.
Перш ніж Шарп забронював свою поїздку з Asian Trekking, його друг Макгіннесс, досвідчений альпініст і гід, запросив його приєднатися зі знижкою до організованої ним експедиції. Шарп визнав це вигідною пропозицією, але відмовився, щоб діяти самостійно та підніматися у власному темпі.
Шарп вирішив підніматися сам, без шерпи, без додаткового кисню (повідомляють, що у нього було лише два балони, чого достатньо приблизно на 8-10 годин підйому на великій висоті), і не мав навіть рації, щоб викликати допомогу, якщо виникнуть проблеми.
Шарпа доставили транспортним засобом до Базового табору, а його спорядження — яковим обозом до Передового базового табору в рамках пакету «базових послуг» від Asian Trekking. Шарп залишався у таборі п'ять днів, щоб акліматизуватися до висотних умов. Він кілька разів підіймався і спускався по горі, щоб встановити та укомплектувати свої верхні табори, а також додатково акліматизуватися.
Ймовірно, Шарп вирушив з високогірного табору під Північно-Східним хребтом, щоб спробувати піднятися на вершину пізно ввечері 13 травня. Йому потрібно було перетнути Три сходинки, досягти вершини, а потім спуститися, щоб повернутися до свого верхнього табору. Відомо, що він взяв із собою обмежений запас додаткового кисню, який планував використовувати лише в надзвичайних ситуаціях.
Невідомо, чи вдалося Шарпу досягти вершини, або ж він повернув назад, не дійшовши до неї. Під час нічного спуску він був змушений влаштувати привал на висоті близько 8500 м під скелястим нависом, відомим як «Печера Зелених Черевиків» поблизу так званої Першої Сходинки. Він не мав додаткового кисню і, ймовірно, страждав через це на гірську хворобу Погодні умови були погані, це була одна з найхолодніших ночей сезону.
Про скрутне становище Шарпа стало відомо не одразу, оскільки він не йшов з експедицією, яка б стежила за місцем розташування альпіністів, нікому заздалегідь не повідомив про свою спробу сходження на вершину (хоча інші альпіністи помітили його під час сходження), не мав при собі рації чи супутникового телефону, щоб повідомити інших. Приблизно в той самий час зникли ще двоє менш досвідчених альпіністів з його групи. Одним із зниклих був малайзієць Раві Чандран (також відомий як Равічандран Тарумалінгам), якого врешті-решт знайшли, але йому знадобилася медична допомога після обмороження.
Члени групи альпіністів, з якою був Шарп, включаючи Георге Діжмареску, зрозуміли, що Шарп зник, коли він не повернувся пізніше ввечері 15 травня, і ніхто не повідомив, що бачив його. Втім, негайного занепокоєння це не викликало, оскільки Шарп був досвідченим альпіністом і раніше завжди повертався, якщо у нього виникали проблеми. вони припустили, що Шарп знайшов притулок в одному з вищих таборів або влаштував привал десь вище на Евересті Привали на великій висоті дуже ризиковані, але іноді рекомендуються в певних екстремальних ситуаціях.
Шарп помер під скелястим нависом, сидячи в позі ембріона поруч із Зеленими Черевиками. Ця «печера» розташована приблизно на 250 м вище за Табір 4, але сильний холод, втома, брак кисню та темрява зробили спуск до нього дуже небезпечним або майже неможливим. Причиною смерті стала ймовірніше за все гіпотермія або, можливо висотний набряк мозку.

## Свідчення про останнє сходження Шарпа

### Перша команда Himex
Компанія Himex організувала кілька команд для сходження на Еверест під час експедиції альпіністського сезону 2006 року. Першу команду супроводжував альпініст та гід Білл Краус. Команда Крауса обігнала Шарпа під час сходження Північним маршрутом близько 01:00 14 травня Спускаючись, близько 11:00, команда Крауса знову помітила Шарпа вище на горі біля підніжжя Третьої сходинки. Коли експедиція Крауса спустилася до Другої сходинки, більш ніж через годину, Шарпа помітили над Третьою сходинкою. Він піднімався дуже повільно, пройшовши за цей час лише близько 90 м.

### Турецька команда
Група турецьких альпіністів також повідомила про зустріч із Шарпом. Турки покинули свій високий табір увечері 14 травня та рухалися трьома окремими групами.
Перша група зустріла Шарпа близько опівночі, помітила, що він живий, і вирішила, що це альпініст, який просто вирішив перепочити. Він нібито помахав їм рукою, щоб вони йшли далі. Інші, хто помітив Шарпа пізніше, подумали, що він уже мертвий. Вважається, що Шарп між цими двома зустрічами міг заснути. Деякі інші альпіністи, що зустрічали Шарпа пізніше, свідчили, що він казав, що хоче спати.
Деякі члени турецької команди дійшли на вершину рано вранці 15 травня, інші ж повернули назад через проблеми зі здоров'ям у деяких членів команди. Ті, що повернули назад, знову зустріли Шарпа близько 07:00. Одним з них був керівник турецької команди Серхан Почан, який спочатку виріший, що це альпініст, який нещодавно помер. При денному світлі Почан зрозумів, що Шарп живий і перебуває у критичному стані.
Шарп не мав кисню і страждав на сильне обмороження, зокрема кінцівок. Двоє турецьких альпіністів залишилися з ним, дали попити та спробували допомогти йому рухатися. Врешті вони були змушені піти через низький рівень кисню, але мали намір повернутися і привести з собою підмогу. Їхні початкові спроби допомогти були ускладнені спробами безпечно спустити вниз Бурчак Озоглу Почан, альпіністку з їхньої групи (дружину Серхана), у якої виникли проблеми зі здоров'ям.
Серхан Почан зв'язався по радіо з частиною своєї команди, яка спускалася з вершини, повідомив про Шарпа і продовжив спуск разом з Бурчак. Близько 08:30 двоє інших членів турецької команди знайшли Шарпа, очистили від льоду його маску, щоб забезпечити його киснем, але їм теж довелося спуститися, коли у них самих почав закінчуватися кисень. Пізніше решта турків та деякі члени експедиції Himex також намагалися допомогти Шарпу.

### Друга експедиція Himex
До другої команди Himex входили Макс Чайя, новозеландський альпініст з подвійною ампутацією ніг Марк Інгліс, Вейн Елікзендер (який розробив для Інгліса протези ніг для скелелазіння), оператор Discovery Channel Марк Вету, досвідчений гід Марк Вудворд та допоміжна команда шерпів, включаючи Пхурбу Таші. Команда покинула свій висотний табір на висоті 8200 м близько півночі 14 травня. Чайя та шерпа-носій/гід вийшли приблизно на півгодини раніше.
Близько 01:00 Вудворд та його група (Інгліс, Елікзендер, Вету та кілька шерпів-носіїв) натрапили на непритомного Шарпа. Він мав сильне обмороження, але помітно дихав. Вудворд зазначив, що на руках у Шарпа були тонкі рукавички, і що у нього не було кисню. Вони кричали Шарпу, щоб той встав та йшов, орієнтуючись за налобними ліхтарями, назад до висотних таборів. Вудворд посвітив своїм налобним ліхтарем Шарпу в очі, але той не відреагував.
Вудворд вирішив, що Шарп перебуває в гіпотермічній комі, і що врятувати його вже неможливо. Він спробував зв'язатися по радіо з передовим базовим табором, але не отримав відповіді.
Елікзендер сказав Шарпу: «Благослови тебе Бог… Спочивай з миром» (англ. God bless… Rest in peace), і група рушила далі. Вудворд сказав, що це було нелегке рішення, але його головним обов'язком була безпека членів його команди, а тривала зупинка на сильному холоді поставила б їх виживання під загрозу. Вважається, що для евакуації з такої висоти постраждалий повинен лишатися при свідомості та бути здатним ходити (лише через десять днів після загибелі Шарпа зі ще більшої висоти 8700 м вдало врятували Лінкольна Голла, який після ночі на такій висоті, страждаючи на обмороження і набряк мозку, все ж був у свідомості і міг хоч якось йти).
Недовга сцена з замерзаючим Девідом Шарпом, знята вранці 15 травня, потрапила до першого сезону телешоу Discovery «Еверест: За межею». Кадри було знято на нашоломну камеру шерпи з Himex, який намагався допомогти Шарпу разом з турецьким шерпом та однією з інших груп альпіністів Himex, включаючи Марка Інгліса.
Максим Чайя досяг вершини близько 06:00. Під час спуску Чайя та його шерпа-носій Дорджі зустріли Шарпа трохи після 09:00 та спробували йому допомогти. Під час сходження Чайя не помітив Шарпа у темряві. Чайя також повідомив про Шарпа по радіо менеджера експедиції Himex Рассела Брайса. Чайя побачив, що Шарп непритомний, сильно тремтить. На Шарпі були тонкі вовняні рукавички, він не мав шапки і захисних окулярів. Він був сильно обморожений, особливо замерзли руки та ноги, і при собі у нього був лише один порожній Кисневий балон.
У якийсь момент Шарп перестав тремтіти, і Чайя подумав, що він помер; але через деякий час він знову почав тремтіти. Шарпу спробували дати кисень, але він ніяк не реагував. Приблизно через годину Брайс порадив Чайї повертатися, оскільки нічого не можна було зробити, а кисень закінчувався. В інтерв'ю The Washington Post Чайя відзначив, що було схоже, ніби Шарп мав бажання померти.
Невдовзі після спуску Чайї, деякі інші члени другої групи Himex та турецької групи зустріли Шарпа під час спуску та спробували йому допомогти Пхурба Таші, головний гід Himex, та шерпа-гід турецької команди дали Шарпу кисень з запасного балона, поплескали його, намагаючись покращити кровообіг, та спробували дати йому попити. У якийсь момент Шарп пробурмотів кілька речень. Група спробувала поставити його на ноги, але він не міг стояти навіть з допомогою. Шарпа витягли на сонячне світло, для чого знадобилися два найсильніших шерпи і 20 хвилин часу Вирішивши, що Шарпа вже не можна врятувати, група продовжила спуск.

### Джеймі Макгіннесс
Новозеландський альпініст Джеймі Макгіннес повідомив про шерпу з «Arun Treks» на ім'я Дава, який зустрів Шарпа під час спуску. Дава також дав Девіду кисень і неодноразово намагався допомогти йому рухатися, можливо, протягом години. Але він не міг змусити Девід не міг стояти самостійно або навіть спираючись на плечі Дави, і його довелося залишити.
Макгіннесс разом із Шарпом був у складі експедиції, яка успішно піднялася на Чо-Ойю у 2002 році, а також брав участь у експедиції на Еверест 2003 року разом із Шарпом та іншими альпіністами. У 2006 році він запропонував Шарпу можливість піднятися на Еверест з його організованою експедицією, що коштувало трохи більше, ніж той заплатив «Asian Trekking». У документальному фільмі «Вмираючи за Еверест» Макгіннесс зазначив, що Шарп не очікував, що його врятують:
|  | абсолютно ні, він чітко дав мені зрозуміти, що розуміє ризики і не хоче наражати на небезпеку нікого іншого Оригінальний текст (англ.) bsolutely not, he was clear to me that he understood the risks and he did not want to endanger anyone else |

## Реакції
Сер Едмунд Гілларі дуже критикував рішення не намагатися врятувати Шарпа, заявивши, що залишати інших альпіністів напризволяще є неприйнятним, а прагнення дістатися вершини стало надто важливим
|  | Я думаю, що ставлення до сходження на Еверест стало просто жахливим. Люди просто хочуть дістатися вершини. Це неправильно – побачивши людину, яка тулиться під скелею, страждаючи від висотної хвороби, просто зняти капелюха, сказати «доброго ранку» та пройти повз. Оригінальний текст (англ.) I think the whole attitude towards climbing Mount Everest has become rather horrifying. The people just want to get to the top. It was wrong if there was a man suffering altitude problems and was huddled under a rock, just to lift your hat, say good morning and pass on by. |

Він розповів газеті New Zealand Herald, що його жахає байдуже ставлення сучасних альпіністів:
|  | Їм начхати на всіх інших, хто може бути в біді, і я зовсім не в захваті від того, що вони залишають когось лежати під скелею помирати. […] я думаю, що їхнім пріоритетом було дістатися вершини, а благополуччя якогось члена іншої експедиції було дуже другорядним. Оригінальний текст (англ.) They don't give a damn for anybody else who may be in distress and it doesn't impress me at all that they leave someone lying under a rock to die… I think that their priority was to get to the top and the welfare of one of the ... of a member of another expedition was very secondary. |

Крім того, Гілларі назвав Марка Інгліса «божевільним» (англ. crazy).
Лінда Шарп, мати Девіда, не звинувачує інших альпіністів. В інтерв'ю газеті Sunday Times вона сказала, що їх обов'язком було врятувати себе, а не намагатися рятувати когось іншого.
Альпініст Девід Вотсон, який того сезону був на північній стороні Евересту, в інтерв'ю для Washington Post сказав, що врятувати Шарпа, на його думку, було можливо. Він нагадав, що Шарп разом з іншими альпіністами у 2004 році сам допомагав врятувати мексиканського альпініста, який потрапив у халепу.
Вотсон дізнався про інцидент уранці 16 травня від Пхурби Таші. Він показав Таші паспорт Шарпа, і той підтвердив, що альпіністом, що потрапив у біду, був саме цей чоловік. Приблизно в цей час корейська команда передала по радіо повідомлення про те, що «альпініст у червоних чоботях» (тобто Шарп) мертвий. У загиблого був з собою рюкзак, але не було фотоапарата, тому невідомо, чи зійшов він на вершину.

## Доля тіла
Станом на 2025 рік труп Девіда Шарпа залишається на горі, але у 2007 році його прибрали з видного місця.